# Pycnodictya herero
Pycnodictya herero is een rechtvleugelig insect uit de familie veldsprinkhanen (Acrididae). De wetenschappelijke naam van deze soort is voor het eerst geldig gepubliceerd in 1910 door Heinrich Hugo Karny. De soort werd gevonden in Duits-Zuidwest-Afrika (het huidige Namibië). De soortnaam verwijst naar een vindplaats, Hereroland, het woongebied van de Herero.